# Коноплинка
Коноплинка — деревня в Смоленской области России, в Ельнинском районе.
Население — 55 жителей (2007) . Расположена в юго-восточной части области в 8 км к востоку от города Ельня, в 8 км восточнее автодороги Р137 Сафоново — Рославль, в 1 км севернее автодороги Р96 Новоалександровский(А101)- Спас-Деменск — Ельня — Починок. В 2 км к юго-западу от деревни железнодорожная станция Калошино на линии Смоленск - Сухиничи. Входит в состав Пронинского сельского поселения.
Название деревни произошло от устаревшего коноплинка – одно зерно или стебель растения конопли.

## История
В годы Великой Отечественной войны деревня была местом ожесточённых боёв и дважды была оккупирована гитлеровскими войсками. 1-й раз в июле 1941 года (освобождена в ходе Ельнинской операции), 2-й раз в октябре 1941 года (освобождена в ходе Ельнинско-Дорогобужской операции в 1943 году). Была освобождена 68-й армией. 

## Известные люди
- В 1923 году в деревне родился полный кавалер Ордена славы Авдеев В.А. [5].